# Список Героев Социалистического Труда (Рубан — Ряшина)
Эта страница является частью списка Героев Социалистического Труда и перечисляет в алфавитном порядке лиц, удостоенных звания Героя Социалистического Труда, чьи фамилии начинаются с буквы «Р», от Рубан до Ряшина.
- Список не включает дважды и трижды Героев Социалистического Труда, а также лиц, лишённых этого звания.
- Список содержит информацию о датах жизни, роде деятельности и дате присвоения звания Героя.
- Герои, удостоенные звания посмертно, выделены в списке  серым цветом .
- Герои, сменившие фамилию после присвоения звания, приводятся в списках дважды, при этом строка с новой фамилией выделяется  бежевым цветом  и не имеет номера.

## Список людей, фамилии которых начинаются с «Р»
| Навигационная таблица | Навигационная таблица |
| --------------------- | --------------------- |
| «Р»                   | Раб — Решетов         |
| «Р»                   | Ржаников — Рощина     |
| «Р»                   | Рубан — Ряшина        |

| №          | Фамилия, имя, отчество                | Даты жизни              | Деятельность | Дата присвоения | ГС         |
| ---------- | ------------------------------------- | ----------------------- | --- | --------------- | ---------- |
| 1          | Рубан Александр Никитович             | 07.10.1910 — 06.11.1994 | Директор свиноводческого совхоза № 5 Министерства мясной и молочной промышленности СССР, Чугуевский район Харьковской области                                                                                                 | 24.04.1948      | [ ГС 1 ]   |
| 2          | Рубан Марина Петровна                 | 1907 — ????             | Звеньевая колхоза «Жовтень» Груньского района Сумской области | 16.02.1948      |            |
| 3          | Рубан Нина Михайловна                 | род. 06.1933            | Колхозница колхоза имени Ленина Черняховского района Житомирской области | 08.12.1973      |            |
| 4          | Рубанов Анатолий Иванович             | 09.06.1937 — 03.01.2021 | Сталевар Магнитогорского металлургического комбината Министерства чёрной металлургии СССР, Челябинская область | 22.03.1966      | [ ГС 2 ]   |
| 5          | Рубанов Сергей Фёдорович              | 07.10.1914 — 13.01.1987 | Директор средней школы № 10, гор. Слуцк Минской области | 01.07.1968      | [ ГС 3 ]   |
| 6          | Рубаха София Петровна                 | род. 02.04.1942         | Телятница колхоза «Прогресс» Каменско-Бугского района Львовской области | 04.03.1982      |            |
| 7          | Рубачёв Алексей Иванович              | 10.02.1926 — ????       | Старший чабан совхоза «Янкульский» Александровского района Ставропольского края | 22.03.1966      | [ ГС 4 ]   |
| 8          | Рубель Пётр Иванович                  | 1911 — ????             | Директор Мястковской МТС Крыжопольского района Винницкой области | 26.02.1958      |            |
| 9          | Рубитель Екатерина Захаровна          | 05.12.1924 — 09.10.2009 | Звеньевая колхоза «Прогресс» Дубровенского района Витебской области | 30.04.1966      | [ ГС 5 ]   |
| 10         | Рубиш Юрий Михайлович                 | 1915 — ????             | Звеньевой колхоза имени Ленина Мукачевского округа Закарпатской области | 28.02.1949      | [ ГС 6 ]   |
| 11         | Рубцов Александр Ильич                | 25.05.1887 — 17.01.1974 | Звеньевой колхоза «Колос» Богдановичского района Свердловской области | 19.03.1947      | [ ГС 7 ]   |
| 12         | Рубцов Василий Сергеевич              | 27.04.1916 — 16.01.2010 | Слесарь-сборщик Воронежского завода тяжёлых механических прессов Министерства станкостроительной и инструментальной промышленности СССР                                                                                       | 05.04.1971      | [ ГС 8 ]   |
| 13         | Рубцов Михаил Алексеевич              | 17.01.1925 — 26.07.2000 | Бригадир монтажников Магнитогорского строительно-монтажного управления треста «Уралстальконструкция» Министерства монтажных и специальных строительных работ СССР, Челябинская область                                        | 26.07.1966      | [ ГС 9 ]   |
| 14         | Рубцов Павел Петрович                 | 15.01.1905 — 13.11.1982 | Бригадир Шишовской МТС Бобровского района Воронежской области | 07.05.1948      | [ ГС 10 ]  |
| 15         | Рубцова Екатерина Михайловна          | 1907 — 03.06.1991       | Доярка колхоза «Ударник» Нолинского района Кировской области | 24.04.1958      | [ ГС 11 ]  |
| 16         | Рудавин Николай Викторович            | 09.11.1935 — 28.12.2017 | Комбайнёр колхоза «Заря коммунизма» Новооскольского района Белгородской области | 23.06.1966      | [ ГС 12 ]  |
| 17         | Рудавский Александр Семёнович         | 30.12.1913 — 17.08.1989 | Бригадир тракторной бригады Петриковской МТС Полесской области | 25.07.1952      | [ ГС 13 ]  |
| 18         | Рудаков Иван Иванович                 | 1923 — 04.04.2002       | Старший чабан опытного хозяйства «Темнолесское» Всесоюзного научно-исследовательского института овцеводства и козоводства, Шпаковский район Ставропольского края                                                              | 23.12.1976      | [ ГС 14 ]  |
| 19         | Рудаков Леонид Васильевич             | 10.10.1935 — 18.01.2019 | Аппаратчик Бийского химического комбината Министерства машиностроения СССР, Алтайский край | 16.01.1974      | [ ГС 15 ]  |
| 20         | Рудаков Леопольд Евгеньевич           | 21.09.1927 — ????       | Токарь-расточник объединённого конструкторского бюро «Вымпел» Министерства радиопромышленности СССР, гор. Москва | 26.04.1971      | [ ГС 16 ]  |
| 21         | Рудаков Николай Петрович              | 1919 — 24.05.1990       | Директор Четвёртого государственного подшипникового завода Министерства автомобильной промышленности СССР, гор. Куйбышев | 11.03.1976      | [ ГС 17 ]  |
| 22         | Руденко Александр Андреевич           | 12.03.1922 — 01.07.1986 | Бригадир колхоза «Красный пахарь» Берёзовского района Красноярского края | 01.06.1949      | [ ГС 18 ]  |
| 23         | Руденко Анна Тимофеевна               | род. 1931               | Звеньевая колхоза «Шлях до комунизму» Дубовязовского района Сумской области | 27.07.1954      |            |
| 24         | Руденко Василий Стефанович            | 24.08.1924 — ????       | Старший чабан племовцесовхоза «Ипатовский» Ипатовского района Ставропольского края | 22.03.1966      | [ ГС 19 ]  |
| 25         | Руденко Владимир Никифорович          | 1913 — ????             | Главный зоотехник совхоза «Петриковский» Днепропетровского района Днепропетровской области | 22.03.1966      | [ ГС 20 ]  |
| 26         | Руденко Иван Васильевич               | 1902 — ????             | Бригадир колхоза имени Орджоникидзе Лозовского района Харьковской области | 07.05.1948      |            |
| 27         | Руденко Иван Ефимович                 | 1907 — ????             | Директор откормочного совхоза «Киевский» Министерства мясной и молочной промышленности Украинской ССР, Киевская область | 26.04.1971      |            |
| 28         | Руденко Иван Ефимович                 | 12.07.1906 — 10.09.1984 | Председатель сельхозартели имени Молотова Рузаевского района Кокчетавской области | 11.01.1957      | [ ГС 21 ]  |
| 29         | Руденко Иван Романович                | 25.04.1908 — 29.11.1985 | Председатель правления сельхозартели имени Сталина Шебекинского района Белгородской области | 11.03.1958      | [ ГС 22 ]  |
| 30         | Руденко Мария Прокопьевна             | 31.10.1935 — 06.09.2016 | Доярка колхоза «Заря коммунизма» Омского района Омской области | 13.03.1981      | [ ГС 23 ]  |
| 31         | Руденко Надежда Ильинична             | 23.01.1926 — 04.09.1980 | Звеньевая совхоза «Пятиозёрный» Красноперекопского района Крымской области | 23.06.1966      | [ ГС 24 ]  |
| 32         | Руденко Николай Васильевич            | 01.01.1924 — 19.05.1999 | Бригадир тракторной бригады Туровской МТС Туровского района Гомельской области | 18.01.1958      | [ ГС 25 ]  |
| 33         | Руденко Николай Корнеевич             | 19.12.1923 — 06.12.1987 | Звеньевой колхоза «Красный пахарь» Берёзовского района Красноярского края | 01.06.1949      | [ ГС 26 ]  |
| 34         | Руденко Павел Зиновьевич              | 1911 — ????             | Старший механик Джамбулской МТС Джамбулской области | 28.03.1948      | [ ГС 27 ]  |
| 35         | Руденко Пётр Алексеевич               | 18.02.1928 — 01.10.2019 | Машинист локомотивного депо Батайск Северо-Кавказской железной дороги, Ростовская область | 15.12.1982      | [ ГС 28 ]  |
| 36         | Руденко Роман Андреевич               | 30.07.1907 — 23.01.1981 | Генеральный прокурор СССР, действительный государственный советник юстиции, гор. Москва | 25.05.1972      | [ ГС 29 ]  |
| 37         | Руденко Семён Андреевич               | 1904 — 14.11.1967       | Председатель колхоза «Радянське село» Лебединского района Сумской области | 16.02.1948      | [ ГС 30 ]  |
| 38         | Руденко Фёдор Михайлович              | 06.02.1920 — ????       | Вальцовщик Днепропетровского трубопрокатного завода имени В. И. Ленина Министерства чёрной металлургии Украинской ССР | 30.03.1971      |            |
| 39         | Руденок Савелий Борисович             | 04.01.1905 — 07.04.1992 | Мастер листопрокатного стана Ново-Московского металлургического завода Днепропетровского совнархоза | 19.07.1958      | [ ГС 31 ]  |
| 40         | Рудик Анна Васильевна                 | 01.02.1902 — 05.02.1982 | Свинарка зернового совхоза «Больше-Токмакский» Министерства совхозов СССР, Токмакский район Запорожской области | 22.10.1949      | [ ГС 32 ]  |
| 41         | Рудиковский Виктор Константинович     | 15.02.1909 — 11.05.2001 | Машинист паровозного депо Нижнеудинск Восточно-Сибирской железной дороги, Иркутская область | 01.08.1959      | [ ГС 33 ]  |
| 42         | Рудко Мария Степановна                | 10.01.1922 — 01.08.2010 | Доярка племзавода «Красная звезда» Несвижского района Минской области | 22.03.1966      | [ ГС 34 ]  |
| 43         | Рудков Андрей Константинович          | 1911—1986               | Начальник агломерационного цеха Днепровского металлургического завода имени Ф. Э. Дзержинского Днепропетровского совнархоза                                                                                                   | 19.07.1958      | [ ГС 35 ]  |
| 44         | Рудковский Иосиф Максимович           | 15.02.1931 — 07.01.1996 | Буровой мастер Мозырской конторы разведочного бурения треста «Белнефтегазразведка» Управления геологии при Совете Министров Белорусской ССР, Гомельская область                                                               | 04.07.1966      | [ ГС 36 ]  |
| 45         | Руднев Константин Николаевич          | 22.06.1911 — 13.08.1980 | Бывший председатель Государственного комитета при Совете Министров СССР по оборонной технике — Министр СССР, гор. Москва | 17.06.1961      | [ ГС 37 ]  |
| 46         | Руднев Николай Николаевич             | 19.07.1910 — 21.11.1989 | Директор Брянского завода дорожных машин имени 50-летия Великого Октября Министерства строительного, дорожного и коммунального машиностроения СССР                                                                            | 20.04.1971      | [ ГС 38 ]  |
| 47         | Руднева Валентина Прокопьевна         | 1926 — 24.01.1999       | Обжигальщица огнеупорных изделий Богдановичского огнеупорного завода Министерства чёрной металлургии СССР, Свердловская область                                                                                               | 22.03.1966      | [ ГС 39 ]  |
| 48         | Рудницкая Елена Иосифовна             | 1925 — ????             | Звеньевая зернового совхоза имени 18 партсъезда Министерства совхозов СССР, Тельмановский район Сталинской области | 14.05.1949      | [ ГС 40 ]  |
| 49         | Рудницкая Надежда Кирилловна          | 25.08.1918 — 07.03.1966 | Звеньевая колхоза имени Куйбышева Бобруйского района Бобруйской области | 28.03.1949      | [ ГС 41 ]  |
| 49.000001  | Рудницкая Надежда Сергеевна           | 29.10.1922 — 24.05.2002 | Звеньевая колхоза имени Чкалова Ново-Московского района Днепропетровской области | 04.03.1949      | [ ГС 42 ]  |
| 50         | Рудницкий Виктор Адамович             | 29.04.1910 — 10.2002    | Заместитель главного конструктора по пусковому и заправочному наземному оборудованию ракеты-носителя, Государственное союзное конструкторское бюро Спецмаш Московского городского совнархоза                                  | 21.12.1957      | [ ГС 43 ]  |
| 51         | Рудницкий Виталий Валерьянович        | 19.05.1912 — 10.11.2004 | Бригадир комплексной бригады каменщиков треста «Сталинградстрой» Сталинградского совнархоза | 09.08.1958      | [ ГС 44 ]  |
| 52         | Рудов Иван Афанасьевич                | род. 06.12.1931         | Бригадир полеводческой бригады колхоза имени Ленина Тельмановского района Донецкой области | 08.12.1973      | [ ГС 45 ]  |
| 53         | Рудой Авксентий Фёдорович             | 1902 — ????             | Бригадир колхоза имени Фрунзе Адлерского района Краснодарского края | 16.04.1949      |            |
| 54         | Рудой Иван Емельянович                | 1907 — ????             | Старший ветеринарный врач свиноводческого совхоза имени Калинина Министерства совхозов СССР, Артёмовский район Сталинской области                                                                                             | 24.09.1949      |            |
| 55         | Рудометкин Сергей Петрович            | 1918 — ????             | Бригадир штукатурно-малярной бригады Ленинского строительного управления комбината «Карагандашахтострой» Министерства строительства предприятий угольной промышленности СССР, Карагандинская область                          | 26.04.1957      | [ ГС 46 ]  |
| 56         | Рудской Иван Иванович                 | 12.03.1929 — 01.01.1985 | Бригадир тракторной бригады Джаркульской МТС Фёдоровского района Кустанайской области | 11.01.1957      | [ ГС 47 ]  |
| 57         | Рудый Вацлав Адольфович               | 04.10.1936 — 13.05.1994 | Бригадир комплексной бригады передвижной механизированной колонны № 26 управления «Гродносельстрой» Министерства сельского строительства Белорусской ССР, Щучинский район Гродненской области                                 | 12.05.1977      | [ ГС 48 ]  |
| 58         | Рудько Мария Ивановна                 | 1920 — ????             | Звеньевая колхоза имени Петровского Лозовский район Павлодарской области | 28.03.1948      | [ ГС 49 ]  |
| 59         | Рудяк Григорий Сафронович             | 1908 — ????             | Комбайнёр колхоза имени Дзержинского Жмеринского района Винницкой области | 23.06.1966      |            |
| 60         | Рудяк Евгений Георгиевич              | 02.01.1908 — 04.04.1991 | Главный конструктор проектов и начальник конструкторского бюро завода ЦКБ-34 Государственного комитета по оборонной технике СССР, гор. Ленинград                                                                              | 28.04.1963      | [ ГС 50 ]  |
| 61         | Рузаков Георгий Андреевич             | 20.05.1895 — 14.11.1954 | Заведующий районным отделом сельского хозяйства Минусинского райсовета Красноярского края | 07.01.1948      | [ ГС 51 ]  |
| 62         | Рузалиев Абдуллажон                   | род. 1930               | Бригадир колхоза имени XX партсъезда Бувайдинского района Ферганской области | 26.02.1981      | [ ГС 52 ]  |
| 63         | Рузиев Джавли                         | род. 1932               | Старший чабан совхоза имени Ахунбабаева Чиракчинского района Кашкадарьинской области | 01.03.1965      |            |
| 64         | Рузиев Марк                           | 1886 — ????             | Звеньевой колхоза имени Маркса Китабского района Кашка-Дарьинской области | 27.04.1948      |            |
| 65         | Рузимуратов Ташман                    | род. 1923               | Бригадир колхоза имени Калинина Пайарыкского района Самаркандской области | 08.04.1971      |            |
| 66         | Рузматов Миразиз                      | 1919 — ????             | Председатель колхоза имени Ахунбабаева Среднечирчикского района Ташкентской области | 05.03.1982      | [ ГС 53 ]  |
| 67         | Рузматова Адалат                      | род. 1934               | Бригадир колхоза имени Ленина Бекабадского района Ташкентской области | 26.02.1981      | [ ГС 54 ]  |
| 68         | Рукс Зента Николаевна                 | род. 1930               | Мастер Рижского хлебокомбината № 3 Министерства пищевой промышленности Латвийской ССР | 21.07.1966      |            |
| 69         | Румянцев Алексей Тарасович            | 13.04.1927 — 26.03.1997 | Старший печевой Запорожского титано-магниевого комбината Министерства цветной металлургии СССР | 30.03.1971      | [ ГС 55 ]  |
| 70         | Румянцев Иван Архипович               | 05.09.1926 — 18.02.1998 | Слесарь-лекальщик Новосибирского завода «Сибсельмаш» Министерства машиностроения СССР | 26.04.1971      | [ ГС 56 ]  |
| 71         | Румянцев Иван Владимирович            | 27.09.1902 — 30.12.1978 | Первый секретарь Сараевского райкома КПСС, Рязанская область | 08.01.1960      | [ ГС 57 ]  |
| 72         | Румянцев Иван Иванович                | 04.11.1913 — 06.10.1992 | Генеральный директор производственного объединения «Знамя Революции» Министерства авиационной промышленности СССР, гор. Москва                                                                                                | 13.06.1984      | [ ГС 58 ]  |
| 73         | Румянцев (Карандаш) Михаил Николаевич | 10.12.1901 — 31.03.1983 | Цирковой клоун «Карандаш», народный артист СССР, гор. Москва | 20.12.1979      | [ ГС 59 ]  |
| 74         | Румянцев Николай Николаевич           | 12.04.1915 — 04.08.1994 | Директор Яковлевского льнокомбината Министерства текстильной промышленности РСФСР, Ивановская область | 04.03.1976      | [ ГС 60 ]  |
| 75         | Румянцев Николай Сергеевич            | 01.03.1918 — 22.09.2003 | Машинист экскаватора специализированного управления «Мосэнергостроймеханизация» треста «Мосэнергострой» Министерства энергетики и электрификации СССР, гор. Москва                                                            | 20.04.1971      |            |
| 76         | Румянцева Александра Ивановна         | 31.05.1913 — 10.02.1996 | Доводчица Ногинского завода топливной аппаратуры Министерства тракторного и сельскохозяйственного машиностроения СССР, Московская область                                                                                     | 05.08.1966      | [ ГС 61 ]  |
| 77         | Румянцева Людмила Васильевна          | 08.03.1937 — 13.07.2020 | Раскройщица Московского объединения обувных предприятий «Заря» Министерства лёгкой промышленности РСФСР | 31.12.1973      | [ ГС 62 ]  |
| 78         | Румянцева Мария Андреевна             | 1906 — ????             | Звеньевая колхоза «Красный льновод» Некоузского района Ярославской области | 28.03.1949      | [ ГС 63 ]  |
| 79         | Руренко Аграфина Иринарховна          | род. 08.07.1930         | Свинарка колхоза «Россия» Катеринопольского района Черкасской области | 08.04.1971      |            |
| 80         | Русавский Николай Александрович       | 1925 — ????             | Председатель колхоза имени Карла Маркса Ульяновского района Кировоградской области | 08.12.1973      |            |
| 81         | Русак Анатолий Ипполитович            | 18.12.1929 — 05.11.1992 | Капитан-директор большого рыболовного консервного траулера «Наталья Ковшова» Севастопольского управления океанического рыболовства Министерства рыбного хозяйства СССР, Крымская область                                      | 07.07.1966      | [ ГС 64 ]  |
| 82         | Русаков Владимир Иванович             | 09.01.1925 — 05.07.1998 | Специалист предприятия Министерства авиационного промышленности СССР, Московская область | 26.04.1971      |            |
| 83         | Русаков Дмитрий Васильевич            | 24.06.1929 — 10.02.2002 | Бригадир колхоза имени А. Матросова Ишимского района Тюменской области | 08.04.1971      | [ ГС 65 ]  |
| 84         | Русаков Дмитрий Игнатьевич            | 25.10.1924 — 05.12.1997 | Бригадир монтажников строительно-монтажного управления № 3 треста «Новосибирскжилстрой-1» Министерства строительства СССР, Новосибирская область                                                                              | 07.05.1971      | [ ГС 66 ]  |
| 85         | Русаков Константин Викторович         | 31.12.1909 — 29.12.1993 | Секретарь ЦК КПСС, заведующий Отделом ЦК КПСС по связям с коммунистическими и рабочими партиями социалистических стран, гор. Москва                                                                                           | 29.12.1979      | [ ГС 67 ]  |
| 86         | Русаков Николай Николаевич            | 19.12.1918 — 2000       | Слесарь-инструментальщик Ленинградского электромашиностроительного объединения «Электросила» имени С. М. Кирова Министерства электротехнической промышленности СССР                                                           | 08.08.1966      | [ ГС 68 ]  |
| 87         | Русанов Евгений Анатольевич           | 03.10.1928 — 11.05.2002 | Варщик целлюлозы Поронайского целлюлозно-бумажного комбината Министерства лесной, целлюлозно-бумажной и деревообрабатывающей промышленности СССР, Сахалинская область                                                         | 17.09.1966      | [ ГС 69 ]  |
| 88         | Русанов Иван Устинович                | 16.09.1929 — 04.2013    | Старший мастер торфопредприятия «Гатчинское» Министерства топливной промышленности РСФСР, Гатчинский район Ленинградской области                                                                                              | 20.04.1971      | [ ГС 70 ]  |
| 89         | Русанов Николай Яковлевич             | 02.03.1922 — 26.09.1979 | Комбайнёр колхоза «Искра» Топчихинского района Алтайского края | 23.06.1966      | [ ГС 71 ]  |
| 90         | Русанова Мария Николаевна             | 02.02.1913 — 1990       | Машинист подъёмной машины шахты имени Сталина Кемеровского совнархоза, гор. Прокопьевск | 07.03.1960      | [ ГС 72 ]  |
| 91         | Русановский Анатолий Максимович       | 1918 — ????             | Бригадир тракторной бригады Берестовской МТС Липово-Долинского района Сумской области | 26.02.1958      |            |
| 92         | Русин Алексей Михайлович              | 30.03.1928 — 08.04.2002 | Сталевар мартеновского цеха Северского металлургического завода Свердловского совнархоза | 19.07.1958      | [ ГС 73 ]  |
| 93         | Русина Нина Александровна             | 20.03.1925 — 06.04.2018 | Заведующая свиноводческой фермой колхоза имени Жданова Староконстантиновского района Хмельницкой области | 08.04.1971      | [ ГС 74 ]  |
| 94         | Русинко Мария Михайловна              | род. 1925               | Звеньевая Мукачевского виноградарского совхоза Министерства пищевой промышленности СССР, Мукачевский район Закарпатской области                                                                                               | 05.10.1949      |            |
| 95         | Русинов Иван Сергеевич                | 25.09.1925 — 1982       | Мастер Куйбышевского химического завода Министерства химической промышленности СССР | 15.01.1974      | [ ГС 75 ]  |
| 96         | Руснак Александр Александрович        | род. 1925               | Заведующий фермой колхоза «Пограничник» Бричанского района Молдавской ССР | 16.03.1981      |            |
| 97         | Руссев Фёдор Родионович               | 1912 — 20.05.1968       | Бригадир колхоза имени Калинина Болградского района Одесской области | 30.04.1966      | [ ГС 76 ]  |
| 98         | Русский Иван Михайлович               | 02.02.1911 — ????       | Председатель колхоза имени XX съезда КПСС Каменско-Бугского района Львовской области | 22.03.1966      | [ ГС 77 ]  |
| 99         | Руссо Георгий Андреевич               | 25.10.1901 — 05.02.1966 | Заместитель начальника и главного инженера Управления проектирования, изысканий и исследований для строительства гидротехнических сооружений («Гидропроект») Министерства внутренних дел СССР, инженер-полковник, гор. Москва | 19.09.1952      | [ ГС 78 ]  |
| 100        | Руссу Валентина Мартыновна            | 05.02.1918 — 01.02.1982 | Доярка совхоза имени Кирова Тельманского района Карагандинской области | 22.03.1966      | [ ГС 79 ]  |
| 101        | Руссу Николай Яковлевич               | 18.01.1925 — ????       | Дояр колхоза «Завет Ленина» Флорештского района Молдавской ССР | 15.02.1957      | [ ГС 80 ]  |
| 102        | Рустамзаде Сулейман Али Аббас оглы    | 27.11.1906 — 10.06.1989 | Народный поэт Азербайджанской ССР, Председатель Верховного Совета Азербайджанской ССР, гор. Баку | 15.06.1976      | [ ГС 81 ]  |
| 103        | Рустамов Джиянкул Алимкулович         | род. 1942               | Бригадир, механик-водитель хлопкоуборочной машины совхоза имени Будённого Шерабадского района Сурхандарьинской области | 06.11.1974      |            |
| 104        | Рустамов Ишнияз                       | род. 1927               | Первый секретарь Джаркурганского райкома Компартии Узбекистана, Сурхандарьинская область | 05.03.1982      | [ ГС 82 ]  |
| 105        | Рустамов Нурмамат                     | род. 1928               | Директор госплемзавода «Узбекистан» Бахористанского района Кашкадарьинской области | 26.02.1981      | [ ГС 83 ]  |
| 106        | Рустамов Рахмат                       | 1909 — ????             | Звеньевой колхоза имени Андреева Гиссарского района Сталинабадской области | 01.03.1948      |            |
| 107        | Рустамов Рустам Азиз-оглы             | 1910 — 17.10.1961       | Буровой мастер конторы бурения «Сталиннефть» Азнефтекомбината, Азербайджанская ССР | 24.01.1944      | [ ГС 84 ]  |
| 108        | Рустамов Тейяр Садых оглы             | 1910—1995               | Заведующий конефермой колхоза имени Кирова Таузского района Азербайджанской ССР | 17.08.1948      |            |
| 109        | Рустамов Туктамыш                     | 1919 — ????             | Звеньевой колхоза имени Сталина Денауского района Сурхан-Дарьинской области | 19.06.1951      |            |
| 110        | Рустамов Халил Гамбар оглы            | 25.03.1922 — ????       | Бригадир колхоза имени Ленина Шамхорского района Азербайджанской ССР | 30.04.1966      |            |
| 111        | Рустамов Ягуб Абульфат оглы           | 20.10.1942 — 12.11.2011 | Помощник мастера Мингечаурского текстильного комбината имени 50-летия ВЛКСМ Министерства лёгкой промышленности Азербайджанской ССР                                                                                            | 30.04.1980      | [ ГС 85 ]  |
| 112        | Рустамова Гюльзар Махмуд кызы         | 1917 — 20.05.1982       | Звеньевая колхоза имени Ленина Карягинского района Азербайджанской ССР | 10.03.1948      |            |
| 113        | Рустамова Карамат                     | 1923 — ????             | Председатель колхоза «XIX партсъезда» Китабского района Кашка-Дарьинской области | 11.01.1957      | [ ГС 86 ]  |
| 114        | Рустамова Кумрихон                    | 1928 — ????             | Звеньевая колхоза имени Кирова Сталинского района Андижанской области | 11.01.1957      | [ ГС 87 ]  |
| 115        | Рустамова Разия Али кызы              | род. 14.07.1936         | Звеньевая колхоза «Совет» Ильичёвского района Нахичеванской АССР | 30.04.1966      |            |
| 115.000002 | Русу Феврония Фёдоровна               | 01.09.1925 — 01.06.2003 | Звеньевая колхоза имени Ватутина Новоселицкого района Черновицкой области | 06.06.1952      | [ ГС 88 ]  |
| 116        | Рухадзе Феодосия Алексеевна           | 1888 — ????             | Колхозница колхоза имени Стуруа Цулукидзевского района Грузинской ССР | 19.07.1950      | [ ГС 89 ]  |
| 117        | Рухая Самуил Антонович                | 1897 — ????             | Председатель колхоза имени Сталина Гагрского района Абхазской АССР | 21.02.1948      | [ ГС 90 ]  |
| 118        | Рухвадзе Владимир Тарасович           | 1905 — ????             | Звеньевой колхоза имени Андреева Зестафонского района Грузинской ССР | 09.08.1949      | [ ГС 91 ]  |
| 118.000003 | Рухляда Валентина Ивановна            | 12.01.1930 — 22.08.2011 | Свинарка свиноводческого совхоза имени М. Горького Министерства совхозов СССР, Кавказский район Краснодарского края | 17.05.1951      | [ ГС 92 ]  |
| 119        | Ручка Даниил Трофимович               | 1900—1979               | Чабан племенного овцеводческого совхоза «Коммунист» Акимовского района Запорожской области | 26.02.1958      | [ ГС 93 ]  |
| 120        | Ручкин Василий Фёдорович              | 05.04.1929 — 08.09.2013 | Составитель поездов станции Свердловск-Сортировочный Свердловской железной дороги, Свердловская область | 01.08.1959      | [ ГС 94 ]  |
| 121        | Рушенене Емелия Миколовна             | род. 1921               | Свинарка совхоза «Онушкис» Рокишкского района Литовской ССР | 08.04.1971      |            |
| 122        | Рушешников Николай Прокопьевич        | 25.09.1926 — 1983       | Буровой мастер Шалымской геологоразведочной экспедиции Западно-Сибирского геологического управления Министерства геологии РСФСР, Кемеровская область                                                                          | 20.04.1971      | [ ГС 95 ]  |
| 123        | Рушков Алексей Максимович             | 28.04.1911 — 25.06.1976 | Токарь Златоустовского машиностроительного завода Министерства общего машиностроения СССР, Челябинская область | 26.07.1966      | [ ГС 96 ]  |
| 124        | Рыбак Александр Гаврилович            | 1913 — ????             | Комбайнёр Софиевской МТС Николаевской области | 04.07.1951      |            |
| 125        | Рыбак Ксения Алексеевна               | 1919 — ????             | Звеньевая семеноводческого колхоза «Жовтень» Новгород-Северского района Черниговской области | 04.05.1951      |            |
| 126        | Рыбак Юрий Петрович                   | род. 01.01.1935         | Столяр Житомирского мебельного комбината Министерства лесной и деревообрабатывающей промышленности Украинской ССР | 07.05.1971      | [ ГС 97 ]  |
| 127        | Рыбаков Александр Иванович            | 29.08.1908 — ????       | Бригадир кровельщиков управления «Спецстрой» треста «Липецкстрой» Липецкого совнархоза | 09.08.1958      | [ ГС 98 ]  |
| 128        | Рыбаков Анатолий Яковлевич            | 09.09.1927 — 07.04.2012 | Токарь Московского станкостроительного завода «Красный пролетарий» имени А. И. Ефремова Министерства станкостроительной и инструментальной промышленности СССР                                                                | 03.03.1976      | [ ГС 99 ]  |
| 129        | Рыбаков Борис Александрович           | 03.06.1908 — 27.12.2001 | Директор Института археологии Академии наук СССР, академик АН СССР, гор. Москва | 02.06.1978      | [ ГС 100 ] |
| 130        | Рыбаков Василий Денисович             | 14.04.1925 — 11.04.1999 | Звеньевой колхоза «Маяк коммунизма» Кореновского района Краснодарский край | 07.12.1973      | [ ГС 101 ] |
| 131        | Рыбаков Виктор Петрович               | 17.04.1932 — 04.07.2000 | Бригадир слесарей-монтажников Дзержинского монтажного управления треста «Волгонефтехиммонтаж» Министерства монтажных и специальных строительных работ СССР, Горьковская область                                               | 18.05.1983      | [ ГС 102 ] |
| 132        | Рыбаков Николай Ефремович             | 1918 — 10.09.1984       | Машинист экскаватора строительного управления механизированных работ № 5 Куйбышевгидростроя Министерства энергетики и электрификации СССР, Оренбургская область                                                               | 11.12.1974      | [ ГС 103 ] |
| 133        | Рыбакова Галина (Агафья) Илларионовна | 19.02.1939 — 04.2018    | Бригадир совхоза «Заокский» Серпуховского района Московской области | 30.04.1966      | [ ГС 104 ] |
| 134        | Рыбакова Феодосия Марковна            | род. 1935               | Крутильщица Даугавпилсского завода химического волокна имени Ленинского комсомола Министерства химической промышленности СССР, Латвийская ССР                                                                                 | 20.04.1971      |            |
| 135        | Рыбалка Василий Дмитриевич            | 07.04.1905 — 26.08.1981 | Директор Добровольской МТС Харьковской области | 07.05.1948      | [ ГС 105 ] |
| 136        | Рыбалка Виктор Емельянович            | род. 19.06.1935         | Звеньевой механизированного отряда совхоза «Новый Айдар» Новоайдарского района Ворошиловградской области | 08.04.1971      |            |
| 137        | Рыбалка Григорий Яковлевич            | 1909 — 09.05.1987       | Старший горновой доменного цеха Алмазнянского металлургического завода Луганского совнархоза | 19.07.1958      | [ ГС 106 ] |
| 138        | Рыбалкин Василий Прокофьевич          | 01.08.1922 — 10.01.1996 | Скотник колхоза имени 17-й партконференции Кировского района Черкесской автономной области | 02.10.1950      | [ ГС 107 ] |
| 139        | Рыбалко Иван Васильевич               | 10.09.1939 — 21.02.2022 | Чабан совхоза «Степной» Родинского района Алтайского края | 22.03.1966      | [ ГС 108 ] |
| 140        | Рыбалко Фёдор Петрович                | 06.01.1935 — 16.06.1982 | Старший чабан госплемовцезавода «Ипатовский» Ипатовского района Ставропольского края | 10.03.1976      | [ ГС 109 ] |
| 141        | Рыбальченко Анатолий Иванович         | 21.06.1933 — 15.12.1994 | Старший вальцовщик Никопольского южнотрубного металлургического завода имени 50-летия Великой Октябрьской социалистической революции Министерства чёрной металлургии Украинской ССР, Днепропетровская область                 | 30.03.1971      | [ ГС 110 ] |
| 142        | Рыбальченко Василий Ефремович         | 06.10.1929 — 15.03.2008 | Тракторист-машинист овцесовхоза «Степной» Пролетарского района Ростовской области | 10.02.1975      | [ ГС 111 ] |
| 143        | Рыбальченко Иван Степанович           | 17.08.1922 — 30.07.2004 | Тракторист совхоза «Дружба» Сватовского района Луганской области | 23.06.1966      | [ ГС 112 ] |
| 144        | Рыбачек Вера Николаевна               | 08.07.1932 — 06.01.2023 | Доярка колхоза «Красное Сормово» Нехаевского района Сталинградской области | 25.12.1959      | [ ГС 113 ] |
| 145        | Рыбин Василий Николаевич              | 14.05.1928 — 03.09.1984 | Председатель колхоза имени Ильича Старорусского района Новгородской области | 08.04.1971      | [ ГС 114 ] |
| 146        | Рыбин Пётр Никитович                  | 12.07.1924 — 07.06.1979 | Бывший председатель колхоза «Червоный Жовтень» Лутугинского района, ныне первый секретарь Лутугинского райкома Компартии Украины, Луганская область                                                                           | 22.03.1966      | [ ГС 115 ] |
| 147        | Рыбка Александр Гаврилович            | 02.08.1928 — ????       | Составитель поездов станции Лозовая Южной железной дороги, Харьковская область | 16.01.1974      | [ ГС 116 ] |
| 148        | Рыбников Кирилл Нестерович            | 1889 — ????             | Председатель колхоза «Заветы Ленина» Казачинского района Красноярского края | 10.04.1948      | [ ГС 117 ] |
| 149        | Рыбников Фёдор Фёдорович              | 14.02.1914 — 30.09.2004 | Бригадир тракторной бригады Промышленновской МТС Промышленновского района Кемеровской области | 06.03.1948      | [ ГС 118 ] |
| 149.000004 | Рыболовлева Екатерина Михайловна      | 1907—1996               | Доярка колхоза «Ударник» Нолинского района Кировской области | 24.04.1958      | [ ГС 119 ] |
| 150        | Рыбченко Иван Данилович               | 10.10.1925 — 17.10.2002 | Механизатор совхоза «Табунский» Кулундинского района Алтайского края | 23.06.1966      | [ ГС 120 ] |
| 151        | Рыгаева Нина Павловна                 | 02.01.1927 — 27.04.2008 | Доярка совхоза «Константиново» Подольского района Московской области | 30.01.1957      | [ ГС 121 ] |
| 152        | Рыжак Владимир Захарович              | род. 17.04.1929         | Горнорабочий очистного забоя шахтоуправления имени А. Ф. Засядько комбината «Донецкуголь» Министерства угольной промышленности Украинской ССР, Донецкая область                                                               | 30.03.1971      |            |
| 153        | Рыженко Виктор Павлович               | 23.02.1931 — 09.11.1996 | Комбайнёр госплемзавода «Сываськый» Генического района Херсонской области | 10.02.1975      | [ ГС 122 ] |
| 154        | Рыженко Николай Андреевич             | 01.05.1909 — 17.09.1992 | Главный механик Магнитогорского металлургического комбината Челябинского совнархоза | 19.07.1958      | [ ГС 123 ] |
| 155        | Рыжих Михаил Иванович                 | 21.11.1910 — 23.02.1982 | Директор Машиностроительного завода имени М. В. Хруничева Министерства общего машиностроения СССР, гор. Москва | 26.07.1966      | [ ГС 124 ] |
| 156        | Рыжкин Александр Васильевич           | 20.09.1919 — 07.10.1995 | Управляющий отделением совхоза имени Димитрова Коломенского района Московской области | 23.06.1966      | [ ГС 125 ] |
| 157        | Рыжков Владимир Иванович              | 30.09.1932 — 25.02.2018 | Водитель автомобиля Новочунского леспромхоза Министерства лесной и деревообрабатывающей промышленности СССР, Чунский район Иркутской области                                                                                  | 10.03.1976      | [ ГС 126 ] |
| 158        | Рыжков Дмитрий Иванович               | 18.10.1912 — 14.04.1998 | Инженер-технолог холодной обработки металлов Научно-исследовательского института технологии и организации производства Министерства электронной промышленности СССР, гор. Горький                                             | 26.04.1971      | [ ГС 127 ] |
| 159        | Рыжков Иван Гаврилович                | 1907 — ????             | Бригадир тракторной бригады Орджоникидзевской МТС Грозненской области | 19.03.1948      |            |
| 160        | Рыжков Иван Иванович                  | 05.12.1912 — 15.05.1989 | Бригадир колхоза «Красный Октябрь» Лево-Россошанского района Воронежской области | 18.01.1948      | [ ГС 128 ] |
| 161        | Рыжкова Мария Ивановна                | 22.06.1928 — 04.03.1984 | Звеньевая колхоза «Красный Октябрь» Лево-Россошанского района Воронежской области | 18.01.1948      | [ ГС 129 ] |
| 162        | Рыжкова Таисья Александровна          | 10.06.1928 — 10.03.2001 | Свинарка совхоза «Буткинский» Талицкого района Свердловской области | 22.03.1966      | [ ГС 130 ] |
| 163        | Рыжников Михаил Иванович              | 08.11.1921 — 02.09.1982 | Первый секретарь Рыбновского райкома КПСС, Рязанская область | 07.02.1957      | [ ГС 131 ] |
| 164        | Рыжов Александр Николаевич            | 08.04.1924 — 20.11.1986 | Бригадир слесарей-сборщиков завода «Пензхиммаш» Пензенского совнархоза | 17.06.1961      | [ ГС 132 ] |
| 165        | Рыжов Иван Филиппович                 | 1928 — 01.1971          | Бригадир тракторной бригады совхоза имени Джангильдина Введенского района Кустанайской области | 11.01.1957      | [ ГС 133 ] |
| 166        | Рыжова Александра Ивановна            | род. 1939               | Испытатель деталей Калужского радиолампового завода Министерства электронной промышленности СССР | 10.03.1981      | [ ГС 134 ] |
| 167        | Рыжова Наталья Михайловна             | 29.08.1929 — 08.05.1985 | Бригадир совхоза «Морской», гор. Феодосия Крымской области | 30.04.1966      | [ ГС 135 ] |
| 168        | Рыжова Нина Марковна                  | 02.04.1942 — 13.04.2010 | Звеньевая колхоза «Коммунист» Петропавловского района Днепропетровской области | 23.06.1966      | [ ГС 136 ] |
| 169        | Рыжук Мария Матвеевна                 | 14.01.1933 — 16.10.2017 | Бригадир полеводческой бригады колхоза «Шлях до комуны» Тетиевского района Киевской области | 08.04.1971      | [ ГС 137 ] |
| 170        | Рыков Александр Ильич                 | 28.10.1900 — 1994       | Начальник Волховстроевской дистанции пути Северной железной дороги, Ленинградская область | 05.11.1943      | [ ГС 138 ] |
| 171        | Рыков Валентин Павлович               | 30.05.1926 — 21.07.2015 | Старший уполномоченный Балтийской группы Государственной приёмки кораблей Военно-морского флота СССР, капитан I ранга, гор. Ленинград                                                                                         | 02.02.1984      | [ ГС 139 ] |
| 172        | Рыкунов Георгий Сергеевич             | 1913 — ????             | Машинист паровозного депо Знаменка Одесской железной дороги, Кировоградская область | 01.08.1959      | [ ГС 140 ] |
| 172.000005 | Рылик Анна Николаевна                 | род. 1923               | Звеньевая колхоза имени Парижской Коммуны Кегичёвского района Харьковской области | 18.06.1949      |            |
| 173        | Рылько Пётр Дмитриевич                | 25.08.1904 — 07.06.1993 | Директор Кокинского совхоза-техникума Выгоничского района Брянской области | 03.11.1980      | [ ГС 141 ] |
| 174        | Рындин Пантелей Дмитриевич            | 02.1911 — 08.04.1977    | Забойщик шахты № 10 имени Артёма комбината «Ворошиловградуголь» Министерства угольной промышленности западных районов СССР, Ворошиловградская область                                                                         | 28.08.1948      | [ ГС 142 ] |
| 175        | Рындин Тимофей Радионович             | 1907—1970               | Бывший начальник Кагарлыкского районного производственного управления сельского хозяйства Киевской области | 31.12.1965      |            |
| 176        | Рындина Варвара Ильинична             | 14.12.1927 — ????       | Доярка совхоза «Конь-Колодезский» Хлевенского района Липецкой области | 08.04.1971      | [ ГС 143 ] |
| 177        | Рыпаленко Пётр Афанасьевич            | 25.04.1926 — 07.11.2003 | Бригадир слесарей Славянского завода строительных машин Министерства строительного, дорожного и коммунального машиностроения СССР, Донецкая область                                                                           | 20.04.1971      | [ ГС 144 ] |
| 178        | Рысбаев Алмат                         | 1890—1967               | Старший табунщик колхоза «Ак-булак» Иргизского района Актюбинской области | 07.10.1949      | [ ГС 145 ] |
| 179        | Рыскалиев Салих                       | 10.01.1926 — 1973       | Буровой мастер Жетыбайской нефтеразведочной экспедиции треста «Мангышлакнефтегазразведка» Западно-Казахстанского геологического управления Министерства геологии Казахской ССР, Гурьевская область                            | 04.07.1966      | [ ГС 146 ] |
| 180        | Рыскалин Иван Яковлевич               | 31.03.1931 — 13.01.2012 | Бригадир слесарей-монтажников монтажно-строительного управления № 95 Союзного монтажного треста Министерства среднего машиностроения СССР, Московская область                                                                 | 29.07.1966      | [ ГС 147 ] |
| 181        | Рыскалов Бахит                        | 1902 — 08.1955          | Председатель колхоза «Тастюбек» Аральского района Кзыл-Ординской области | 23.07.1948      | [ ГС 148 ] |
| 182        | Рыскулов Ахметкул                     | 1927 — ????             | Агроном колхоза «Джаналык» Талды-Курганского района Талды-Курганской области | 20.05.1949      | [ ГС 149 ] |
| 183        | Рыскулов Матиш                        | 1892—1979               | Скотник колхоза «Совет» Каркаралинского района Карагандинской области | 12.07.1949      | [ ГС 150 ] |
| 184        | Рыскулова Жамал                       | 1905 — ????             | Звеньевая колхоза «Алга» Илийского района Алма-Атинской области | 28.03.1948      | [ ГС 151 ] |
| 185        | Рысмамбетова Умуткер Калыевна         | 1932—2015               | Заведующая отделением районной больницы Тонского района Киргизской ССР | 04.02.1969      | [ ГС 152 ] |
| 186        | Рыспаев Алпамыш                       | 1884 — ????             | Старший чабан колхоза «Коммунар» Сары-Суйского района Джамбулской области | 12.07.1949      | [ ГС 153 ] |
| 187        | Рыспаев Садвокас                      | 1899 — ????             | Звеньевой овцеводческого совхоза «Меркенский» Министерства совхозов СССР, Меркенский район Джамбулской области | 03.05.1948      | [ ГС 154 ] |
| 188        | Рытов Александр Порфирьевич           | 03.08.1928 — 10.12.1991 | Монтажник строительного управления «ТЭЦстрой» треста «Ждановметаллургстрой» Министерства строительства предприятий тяжёлой индустрии СССР, Донецкая область                                                                   | 08.06.1978      | [ ГС 155 ] |
| 189        | Рытова Валентина Иосифовна            | 1930 — ????             | Доярка Азинского конезавода № 105 Чернушинского района Пермской области | 22.03.1966      | [ ГС 156 ] |
| 190        | Рыцев Иван Егорович                   | 16.04.1914 — 19.07.2001 | Комбайнёр Нукутской МТС Нукутского района Иркутской области | 11.01.1957      | [ ГС 157 ] |
| 191        | Рыценко Мария Семёновна               | 1926 — ????             | Звеньевая колхоза имени Карла Либкнехта Одесского района Одесской области | 04.07.1949      | [ ГС 158 ] |
| 192        | Рябенко Виктор Ефимович               | 11.11.1918 — 23.04.1998 | Начальник Иркутского геологического управления Министерства геологии РСФСР | 04.07.1966      | [ ГС 159 ] |
| 193        | Рябенко Тимофей Игнатьевич            | 1900 — ????             | Заведующий конефермой колхоза «Красная звезда» Бейского района Хакасской автономной области | 10.08.1949      |            |
| 194        | Рябиков Василий Михайлович            | 14.01.1907 — 19.07.1974 | Первый заместитель Народного комиссара вооружений СССР, генерал-лейтенант инженерно-артиллерийской службы, гор. Москва | 16.09.1945      | [ ГС 160 ] |
| 195        | Рябинин Иван Гордеевич                | 11.09.1916 — 01.11.1993 | Бригадир колхоза «Красное Знамя» Саркандского района Талды-Курганской области | 28.03.1948      | [ ГС 161 ] |
| 196        | Рябинин Николай Павлович              | 16.05.1928 — 11.05.2005 | Командир корабля Домодедовского производственного объединения Московского транспортного управления гражданской авиации Министерства гражданской авиации СССР                                                                  | 04.02.1983      | [ ГС 162 ] |
| 197        | Рябинкин Василий Васильевич           | 1921—1985               | Электросварщик Центрального производственно-ремонтного предприятия Ленэнерго Министерства энергетики и электрификации СССР, гор. Ленинград                                                                                    | 03.01.1974      | [ ГС 163 ] |
| 198        | Рябинский Степан Петрович             | 1913—1979               | Бригадир тракторной бригады Луговской МТС Джамбулской области | 28.03.1948      | [ ГС 164 ] |
| 199        | Рябко Клавдия Алексеевна              | 1918 — ????             | Звеньевая колхоза «Прогресс» Сталинского района Фрунзенской области | 26.03.1948      | [ ГС 165 ] |
| 200        | Рябко Николай Иосифович               | 1905 — ????             | Управляющий отделением Конгрессовского свеклосовхоза Министерства пищевой промышленности СССР, Золочевский район Харьковской области                                                                                          | 30.04.1948      | [ ГС 166 ] |
| 201        | Рябов Александр Иванович              | 1921—2000               | Кузнец Арсеньевского машиностроительного завода «Аскольд» Министерства судостроительной промышленности СССР, Приморский край                                                                                                  | 30.03.1970      | [ ГС 167 ] |
| 202        | Рябов Василий Игнатьевич              | 02.06.1923 — 07.02.1981 | Слесарь-механик НИИ-885 Государственного комитета Совета Министров СССР по радиоэлектронике, гор. Москва | 17.06.1961      | [ ГС 168 ] |
| 203        | Рябов Василий Петрович                | 20.03.1908 — 15.01.1989 | Директор производственного объединения «Октябрь» Министерства радиопромышленности СССР, гор. Каменск-Уральский Свердловской области                                                                                           | 17.02.1975      | [ ГС 169 ] |
| 204        | Рябов Виктор Иванович                 | 20.11.1924 — 15.05.2000 | Бригадир тракторной бригады колхоза имени Калинина Зеленоградского района Калининградской области | 23.06.1966      | [ ГС 170 ] |
| 205        | Рябов Евтей Яковлевич                 | 1906 — ????             | Бригадир тракторной бригады Китабской МТС Кашка-Дарьинской области | 27.04.1948      |            |
| 206        | Рябов Фёдор Андреевич                 | 20.01.1914 — 05.02.1962 | Бригадир тракторной бригады Базановской машинно-тракторной станции Бирского района Башкирской АССР | 02.04.1948      | [ ГС 171 ] |
| 207        | Рябова Пелагея Сидоровна              | 31.10.1924 — 20.01.1997 | Доярка племенного совхоза «Песчанский» Качирского района Павлодарской области | 22.03.1966      | [ ГС 172 ] |
| 207.000006 | Рябоконь Анна Васильевна              | 1922 — ????             | Звеньевая колхоза «Коммунар» Улановского района Винницкой области | 28.08.1952      | [ ГС 173 ] |
| 208        | Рябокоровка Никита Касьянович         | 1914 — ????             | Комбайнёр колхоза имени Шевченко Гайворонского района Кировоградской области | 23.06.1966      | [ ГС 174 ] |
| 209        | Рябошапка Николай Николаевич          | 06.01.1924 — 25.04.1998 | Председатель колхоза имени Кирова Вознесенского района Николаевской области | 08.12.1973      | [ ГС 175 ] |
| 210        | Рябуха Иван Васильевич                | 22.09.1929 — 08.11.2019 | Бригадир плотников строительного управления № 252 строительного треста № 6 Главдальстроя Министерства строительства СССР в районах Дальнего Востока и Забайкалья, Хабаровский край                                            | 19.03.1981      | [ ГС 176 ] |
| 211        | Рябуха Ирина Дмитриевна               | род. 18.10.1926         | Звеньевая семеноводческого совхоза имени Нансена Министерства совхозов СССР, Апостоловский район Днепропетровской области | 16.04.1949      | [ ГС 177 ] |
| 212        | Рябуха Нина Егоровна                  | род. 1927               | Свинарка колхоза имени Карла Маркса Нововодолажского района Харьковской области | 08.04.1971      |            |
| 213        | Рябушкина Евгения Николаевна          | 03.07.1931 — 10.10.2015 | Доярка совхоза «Дружба» Оренбургского района Оренбургской области | 22.03.1966      | [ ГС 178 ] |
| 214        | Рябцев Григорий Васильевич            | 1929 — 30.12.2004       | Бригадир горнорабочих очистного забоя шахты № 19—20 треста «Гуковуголь» комбината «Ростовуголь» Министерства угольной промышленности СССР, Ростовская область                                                                 | 29.06.1966      | [ ГС 179 ] |
| 215        | Рябцовский Иосиф Григорьевич          | 21.02.1926 — 12.01.2013 | Машинист экскаватора Южного угольного карьера треста «Черемховуголь» комбината «Востсибуголь» Министерства угольной промышленности СССР, Иркутская область                                                                    | 29.06.1966      | [ ГС 180 ] |
| 216        | Рябчиков Владимир Иванович            | 04.12.1934 — 11.01.2002 | Токарь Чебоксарского производственного объединения «Промприбор» Министерства приборостроения, средств автоматизации и систем управления СССР, Чувашская АССР                                                                  | 31.03.1981      | [ ГС 181 ] |
| 217        | Рябчиков Пётр Алексеевич              | 13.07.1924 — 19.04.1974 | Звеньевой колхоза «Красный партизан» Новосибирского района Новосибирской области | 20.03.1949      | [ ГС 182 ] |
| 218        | Рязанов Пётр Яковлевич                | 1911 — ????             | Бригадир тракторной бригады 1-й Янги-Юльской МТС Ташкентской области | 27.04.1948      |            |
| 219        | Рязанов Фёдор Фёдорович               | 1900 — 11.04.1981       | Директор Криворожского металлургического завода Днепропетровского совнархоза | 19.07.1958      | [ ГС 183 ] |
| 220        | Рязанова Людмила Васильевна           | 07.04.1931 — 21.02.2013 | Вязальщица Ивантеевской трикотажной фабрики имени Ф. Э. Дзержинского Министерства текстильной промышленности РСФСР, Московская область                                                                                        | 16.01.1974      | [ ГС 184 ] |
| 221        | Рязанский Михаил Сергеевич            | 05.04.1909 — 05.08.1987 | Директор и главный конструктор Научно-исследовательского института № 885 Министерства радиотехнической промышленности СССР, член-корреспондент Академии наук СССР, гор. Москва                                                | 20.04.1956      | [ ГС 185 ] |
| 222        | Рязанцев Емельян Савельевич           | 06.08.1906 — 15.05.2005 | Комбайнёр Советской МТС Советского района Краснодарского края | 21.05.1951      | [ ГС 186 ] |
| 223        | Рязанцев Пётр Яковлевич               | 19.07.1909 — 13.08.2004 | Машинист паровозного депо Иланская Красноярской железной дороги, Красноярский край | 01.08.1959      | [ ГС 187 ] |
| 224        | Рязанцев Яков Евлампиевич             | 05.12.1911 — 24.03.1980 | Старший оператор прокатного цеха запорожского электрометаллургического завода «Днепроспецсталь» имени А. Н. Кузьмина Запорожского совнархоза                                                                                  | 19.07.1958      | [ ГС 188 ] |
| 225        | Ряйзе Евдокия Ивановна                | 23.05.1913 — 03.04.1985 | Доярка молочного племенного совхоза «Торосово» Министерства совхозов СССР, Волосовский район Ленинградской области | 22.10.1949      | [ ГС 189 ] |
| 226        | Ряни Эдит Хермановна                  | 20.08.1928 — 2006       | Доярка колхоза «Каардивяэлане» Тапаского района Эстонской ССР | 01.03.1958      | [ ГС 190 ] |
| 227        | Ряпосов Иван Иосифович                | 1922 — 14.03.2012       | Бригадир электролизников Соликамского магниевого завода Пермского совнархоза | 09.06.1961      | [ ГС 191 ] |
| 228        | Ряскина Екатерина Ивановна            | 20.05.1927 — 15.06.2004 | Бригадир монтажников Львовского производственного объединения имени 50-летия Октября Министерства радиопромышленности СССР | 26.04.1971      | [ ГС 192 ] |
| 229        | Ряузов Андрей Стефанович              | 12.09.1926 — 15.04.2003 | Механизатор колхоза имени Ильича Острогожского района Воронежской области | 23.06.1966      | [ ГС 193 ] |
| 230        | Ряшенцева Зинаида Васильевна          | 1927 — 07.1993          | Рабочая Урекского совхоза Министерства сельского хозяйства СССР, Махарадзевский район Грузинской ССР | 05.07.1949      | [ ГС 194 ] |
| 231        | Ряшина Соломея Демидовна              | 14.08.1924 — 26.04.2003 | Электросварщик Красноярского паровозо-вагоноремонтного завода Министерства путей сообщения СССР | 04.05.1971      | [ ГС 195 ] |

| Навигационная таблица | Навигационная таблица |
| --------------------- | --------------------- |
| «Р»                   | Раб — Решетов         |
| «Р»                   | Ржаников — Рощина     |
| «Р»                   | Рубан — Ряшина        |